# Злата Прага (фестиваль)
Международный телевизионный фестиваль «Злата Прага» (Mezinárodní televizní festival Zlatá Praha) — международный телевизионный фестиваль. Наряду с Prix Italia и Rose d´Or фестиваль «Злата Прага» является старейшим телевизионным фестивалям в Европе.
Телевизионный фестиваль «Злата Прага» был организован в 1964 году Чехословацким телевидением. Одним из организаторов была Международная организация радиовещания и телевидения (OIRT), которая вручала телевизионным фильмам призы Интервидения. В 1993 году организация перешла к Чешскому телевидению и Европейскому союзу радиовещания.
Фестиваль посвящён исключительно музыкальным и танцевальным передачам и телефильмам всех жанров. Среди советских и российских фильмов лауреатами фестиваля становились:
- «Пакет» («Мосфильм», Гран-при; 1966)
- «Стюардесса» (ТО «Телефильм», Специальный приз жюри, 1969)
- «Странные взрослые» («Ленфильм», Гран-при; 1975)
- «Галатея» («Лентелефильм», 1978)
- «Дети как дети» («Ленфильм», Приз Интервидения; 1978)
- «Тот самый Мюнхгаузен» («Мосфильм», 1980)
- «Анюта» («Ленфильм», 1982)
- «Карусель» (Киностудия имени А. Довженко, Гран-при; 1984)
- «Маскарад» (Творческое объединение «Экран», Гран-при; 1985)
- «Чужой звонок» (премия за лучший сценарий, 1985)
- «Запомните меня такой» («Мосфильм», Гран-при; 1987)
- «Майя Плисецкая, знакомая и незнакомая» (Творческое объединение «Экран», 1988)
- «Человеческий голос» (1994).

В ходе второго телевизионного фестиваля в 1965 году Международной организацией радиовещания и телевидения был проведён песенный конкурс стран Интервидения — «Золотой ключ», в дальнейшем выделившийся в отдельный фестиваль.